# Musculus transversus menti
De musculus transversus menti of dwarse kinspier is spier die over de kin loopt. Deze spier is een afsplitsing van de musculus mentalis en heeft als aanhechting de huid van de kin. De spier wordt geïnnerveerd door de nervus facialis.